# Pyridincarbonsäuren
Die Pyridincarbonsäuren bilden in der Chemie eine Stoffgruppe von organischen Verbindungen, die zu den Heterocyclen (genauer: Heteroaromaten) zählt. Sie bestehen aus einem Pyridinring, der mit einer Carboxygruppe (–COOH) substituiert ist. Durch deren unterschiedliche Anordnung ergeben sich drei Konstitutionsisomere mit der Summenformel C6H5NO2. Sie sind vor allem unter ihren Trivialnamen Picolinsäure, Nicotinsäure und Isonicotinsäure bekannt. Sie lassen sich aus den Picolinen durch Oxidation der Methylgruppe z. B. mittels Kaliumpermanganat (KMnO4) darstellen.

## Vertreter
| Gefahrensymbol | Gefahrensymbol |

| Gefahrensymbol |

| keine GHS-Piktogramme |